# 5. pehotna divizija (Avstro-Ogrska)
5. pehotna divizija je bila pehotna divizija avstro-ogrske skupne vojske, ki je bila aktivna med prvo svetovno vojno.

## Poveljstvo
Poveljniki
- Karl Scotti: avgust - oktober 1914
- Hugo von Habermann: november 1914 - junij 1916
- Adalbert von Felix: julij 1916 - november 1918

## Organizacija
Maj 1914
- 9. pehotna brigada
- 10. pehotna brigada
- 2. poljskotopniški polk
- 3. poljskotopniški polk

Maj 1918
- 9. pehotna brigada:

- 54. pehotni polk
- 101. pehotni polk

- 10. pehotna brigada:

- 13. pehotni polk
- 113. pehotni polk

- 5. jurišni bataljon
- 5. poljskoartilerijska brigada
- 5. eskadron, 7. dragonski polk
- 1. četa, 5. saperski bataljon